# Klawus motyli
Klawus (łac. clavus) – element samczych narządów genitalnych motyli.
Klawus to wyrostek umieszczony u podstawy sakulusa (sacculus). U Oecophoridae jest zazwyczaj silnie zesklerotyzowany oraz pokryty mocnymi szczecinkami bądź kolcami.